# Pamphilida
Pamphilida là một chi bướm ngày thuộc họ Bướm nâu.